# Ephippium (Bulbophyllum)
Ephippium es una sección del género Bulbophyllum perteneciente a la familia de las orquídeas.   La especie tipo es: Bulbophyllum lepidum [Bl.]J. J. Sm. 1905
Caracterizado por un rizoma rastrero por lo general con pseudobulbos bien separados que pueden ser reducidos en gran medida en algunos casos. Los pedúnculos de las flores individuales son delgados y llevan flores de tamaño medio, Los sépalos laterales son grandes y, a menudo son alargados en el frente y son de vez en cuando connados en el ápice. Los pétalos son muy diferentes. El labio alargado es a menudo retorcido. La columna es subulada con un pie estrecho. La sección se distingue por los sépalos y pétalos fimbriados y el pequeño labio (más corto de 5 mm).

## Especies
1. Bulbophyllum acuminatum [Ridl.] Ridl. 1907 Tailandia, Birmania y Malasia
2. Bulbophyllum aff adenambon Schltr. 1913 Papúa Nueva Guinea
3. Bulbophyllum appressum Schltr. 1913 Nueva Guinea
4. Bulbophyllum auratum (Lindl.) Ridl. 1907 Tailandia, Malasia, Borneo, Sumatra y Filipinas
5. Bulbophyllum brevibrachiatum (Schltr.) J.J.Sm. 1912 Sulawesi y Filipinas
6. Bulbophyllum brienianum [Rolfe] J.J.Sm. 1912 Borneo, Malasia, Sumatra y Filipinas
7. Bulbophyllum cercanthum (Garay, Hamer & Siegerist) J.M.H.Shaw 2009 Borneo
8. Bulbophyllum corolliferum J.J.Sm. 1917 ¿Filipinas?, Tailandia, ¿Vietnam?, Malasia, Sumatra, Borneo, ¿India? y Singapur
9. Bulbophyllum gracillimum [Rolfe]Rolfe 1912 Tailandia, Birmania y Malasia
10. Bulbophyllum gusdorfii J.J. Sm. 1917 Tailandia, Malasia, Sumatra y Filipinas
11. Bulbophyllum habrotinum J.J. Verm. & A.L. Lamb 1994 Borneo
12. Bulbophyllum lepidum [Blume] J J Sm. 1905
13. Bulbophyllum longicaudatum J.J. Sm. 1914 Papúa Nueva Guinea
14. Bulbophyllum longirostre Schltr. 1913 Nueva Guinea
15. Bulbophyllum makoyanum [Rchb.f]Ridley 1879 Malasia, Singapur, Borneo y Filipinas
16. Bulbophyllum mastersianum [Rolfe]J.J.Sm. 1912 Molucas y Borneo
17. Bulbophyllum nasica Schltr. 1913 Papúa Nueva Guinea
18. Bulbophyllum obovatifolium J.J.Sm. 1912 Nueva Guinea
19. Bulbophyllum streptosepalum Schltr. 1913 Papúa Nueva Guinea y Vanuatu
20. Bulbophyllum tentaculatum Schltr. 1913 Nueva Guinea
21. Bulbophyllum trigonopus Rchb. f. 1881 Tailandia, Malasia peninsular y Borneo
22. Bulbophyllum urosepalum Schltr. 1913 Nueva Guinea
23. Bulbophyllum vaginatum [Lindley]Rchb.f 1864 Tailandia, Malasia, Java y Borneo
24. Bulbophyllum venulosum J.J.Verm. & A.L.Lamb 2008 Sarawak y Sabah Borneo